# ARMAN
ARMAN (abreviatura de Archaeal Richmond Mine Acidophilic Nanoorganisms ou Nanoorganismos Acidofílicos Arqueanos da Mina Richmond) são arqueias descobertas pela primeira vez nos ambientes ácidos de uma mina do norte da Califórnia (a Iron Mountain Mine). Foram identificados cinco grupos, denominados ARMAN-1 a ARMAN-5, mas novas análises permitiram a sua divisão na ordem Parvarchaeales e no filo Micrarchaeota.

## Descrição
Esses novos grupos de Archaeapassaram sem deteção numa análise PCR anterior porque os ARMANs exibem várias incompatibilidades com os primers comumente usados para rRNA do gene 16S. Foram detectados posteriormente usando a técnica de sequenciamento shotgun. Os seus genes ARNr 16S diferem entre os três grupos em cerca de 17%. Antes do descobrimento deste grupo de organismos, todas as Archaea encontradas na montanha pertenciam à ordem Thermoplasmatales (por exemplo, o género Ferroplasma).
O exame de diferentes áreas da mina com sondas fluorescentes específicas para grupos ARMAN revelou que estes organismos estão sempre presentes em comunidades associadas à drenagem ácida de mina, que tem pH inferior a 1,5. Normalmente representam uma pequena porcentagem (5-25%) da comunidade microbiana presente. A filtragem das amostras e o exame com microscopia revelaram que são células muito pequenas (aproximadamente 300 nm de diâmetro), possivelmente as menores formas de vida livre existentes na Terra. São simbiontes obrigatórios dos Thermoplasmata.